# Wijken en buurten in Wonseradeel
De voormalige Nederlandse gemeente Wonseradeel is voor statistische doeleinden onderverdeeld in wijken en buurten. De gemeente is verdeeld in de volgende statistische wijken:
- Wijk 00 Bouwhoek (CBS-wijkcode:071000)
- Wijk 01 Weidestreek Oost (CBS-wijkcode:071001)
- Wijk 02 Weidestreek West (CBS-wijkcode:071002)
- Wijk 03 Weidestreek Zuid (CBS-wijkcode:071003)
- Wijk 04 Makkum (CBS-wijkcode:071004)
- Wijk 05 Weidestreek Zuidwest (CBS-wijkcode:071005)

Een statistische wijk kan bestaan uit meerdere buurten. Onderstaande tabel geeft de buurtindeling met kentallen volgens het Centraal Bureau voor de Statistiek (2008):
| CBS-buurtcode | Buurtnaam                   | Inwonertal | Opp. totaal (ha) | Opp. land (ha) | Ligging                |
| ------------- | --------------------------- | ---------- | ---------------- | -------------- | ---------------------- |
| BU07100000    | Witmarsum                   | 1550       | 137              | 135            | Locatie in de gemeente |
| BU07100001    | Pingjum                     | 450        | 30               | 30             | Locatie in de gemeente |
| BU07100002    | Kimswerd                    | 490        | 53               | 51             | Locatie in de gemeente |
| BU07100003    | Arum                        | 870        | 125              | 122            | Locatie in de gemeente |
| BU07100006    | Verspreide huizen Witmarsum | 170        | 1141             | 1129           | Locatie in de gemeente |
| BU07100007    | Verspreide huizen Pingjum   | 150        | 1301             | 1294           | Locatie in de gemeente |
| BU07100008    | Verspreide huizen Kimswerd  | 90         | 745              | 737            | Locatie in de gemeente |
| BU07100009    | Verspreide huizen Arum      | 190        | 851              | 840            | Locatie in de gemeente |
| BU07100100    | Lollum                      | 290        | 35               | 34             | Locatie in de gemeente |
| BU07100101    | Burgwerd                    | 270        | 50               | 49             | Locatie in de gemeente |
| BU07100102    | Hartwerd                    | 150        | 540              | 534            | Locatie in de gemeente |
| BU07100103    | Hichtum                     | 90         | 330              | 325            | Locatie in de gemeente |
| BU07100104    | Schettens                   | 200        | 29               | 27             | Locatie in de gemeente |
| BU07100105    | Longerhouw                  | 60         | 248              | 244            | Locatie in de gemeente |
| BU07100106    | Schraard                    | 200        | 312              | 309            | Locatie in de gemeente |
| BU07100107    | Verspreide huizen Lollum    | 90         | 796              | 786            | Locatie in de gemeente |
| BU07100108    | Verspreide huizen Burgwerd  | 70         | 717              | 702            | Locatie in de gemeente |
| BU07100109    | Verspreide huizen Schettens | 80         | 357              | 352            | Locatie in de gemeente |
| BU07100200    | Zurich                      | 170        | 40               | 40             | Locatie in de gemeente |
| BU07100201    | Wons                        | 290        | 688              | 682            | Locatie in de gemeente |
| BU07100202    | Cornwerd                    | 90         | 450              | 444            | Locatie in de gemeente |
| BU07100203    | Kornwerderzand              | 0          | 162              | 162            | Locatie in de gemeente |
| BU07100209    | Verspreide huizen Zurich    | 40         | 330              | 328            | Locatie in de gemeente |
| BU07100300    | Parrega                     | 360        | 56               | 54             | Locatie in de gemeente |
| BU07100301    | Hieslum                     | 80         | 316              | 315            | Locatie in de gemeente |
| BU07100302    | Dedgum                      | 90         | 153              | 150            | Locatie in de gemeente |
| BU07100303    | Tjerkwerd                   | 280        | 38               | 36             | Locatie in de gemeente |
| BU07100304    | Exmorra                     | 380        | 28               | 27             | Locatie in de gemeente |
| BU07100306    | Verspreide huizen Parrega   | 160        | 865              | 850            | Locatie in de gemeente |
| BU07100307    | Verspreide huizen Tjerkwerd | 190        | 1167             | 1156           | Locatie in de gemeente |
| BU07100308    | Verspreide huizen Exmorra   | 90         | 778              | 763            | Locatie in de gemeente |
| BU07100400    | Makkum                      | 3360       | 154              | 150            | Locatie in de gemeente |
| BU07100409    | Verspreide huizen Makkum    | 100        | 448              | 438            | Locatie in de gemeente |
| BU07100500    | Idsegahuizum                | 160        | 758              | 700            | Locatie in de gemeente |
| BU07100501    | Allingawier                 | 60         | 336              | 329            | Locatie in de gemeente |
| BU07100502    | Piaam                       | 50         | 254              | 251            | Locatie in de gemeente |
| BU07100503    | Gaast                       | 180        | 54               | 52             | Locatie in de gemeente |
| BU07100504    | Ferwoude                    | 120        | 32               | 31             | Locatie in de gemeente |
| BU07100508    | Verspreide huizen Ferwoude  | 100        | 684              | 677            | Locatie in de gemeente |
| BU07100509    | Verspreide huizen Gaast     | 30         | 514              | 511            | Locatie in de gemeente |